# Рогич, Филип
Филип Рогич (швед. Filip Rogic; родился 14 июня 1993 года в Эскильстунае, Швеция) — шведский футболист хорватского происхождения, полузащитник. Его родители родом из Хорватии, но из-за войны за независимость Хорватии бежали в Швецию.

## Игровая карьера
Рогич является воспитанником клуба «ИФК Эскильстуна». В январе 2013 года подписал контракт с «Эстерсундом», но уже в 2014 году был отдан в аренду в «АФК Эскильстуна». В феврале 2015 окончательно перешёл в «АФК».
В декабре 2016 года подписал трёхлетний контракт с клубом «Эребру». 25 сентября 2017 года оформил хет-трик, позволив одержать победу своей команды над «Сириусом» (4:3).
2 сентября 2019 года подписал контракт с российским клубом «Оренбург». 22 сентября в дебютной игре в РПЛ против «Локомотива» отличился забитым мячом.
17 февраля 2022 Филип Рогич присоединился к клубу «Сириус».